# Wyszomir
Wyszomir, Wyszymir – staropolskie imię męskie, złożone z dwóch członów: Wysze- ("wyższy, ceniony ponad wszystko, stawiany ponad innymi") i -mir ("pokój"). Może więc oznaczać "ten, który ceni pokój ponad wszystko".
Wyszomir, Wyszymir imieniny obchodzi 28 sierpnia.